# 月球4号

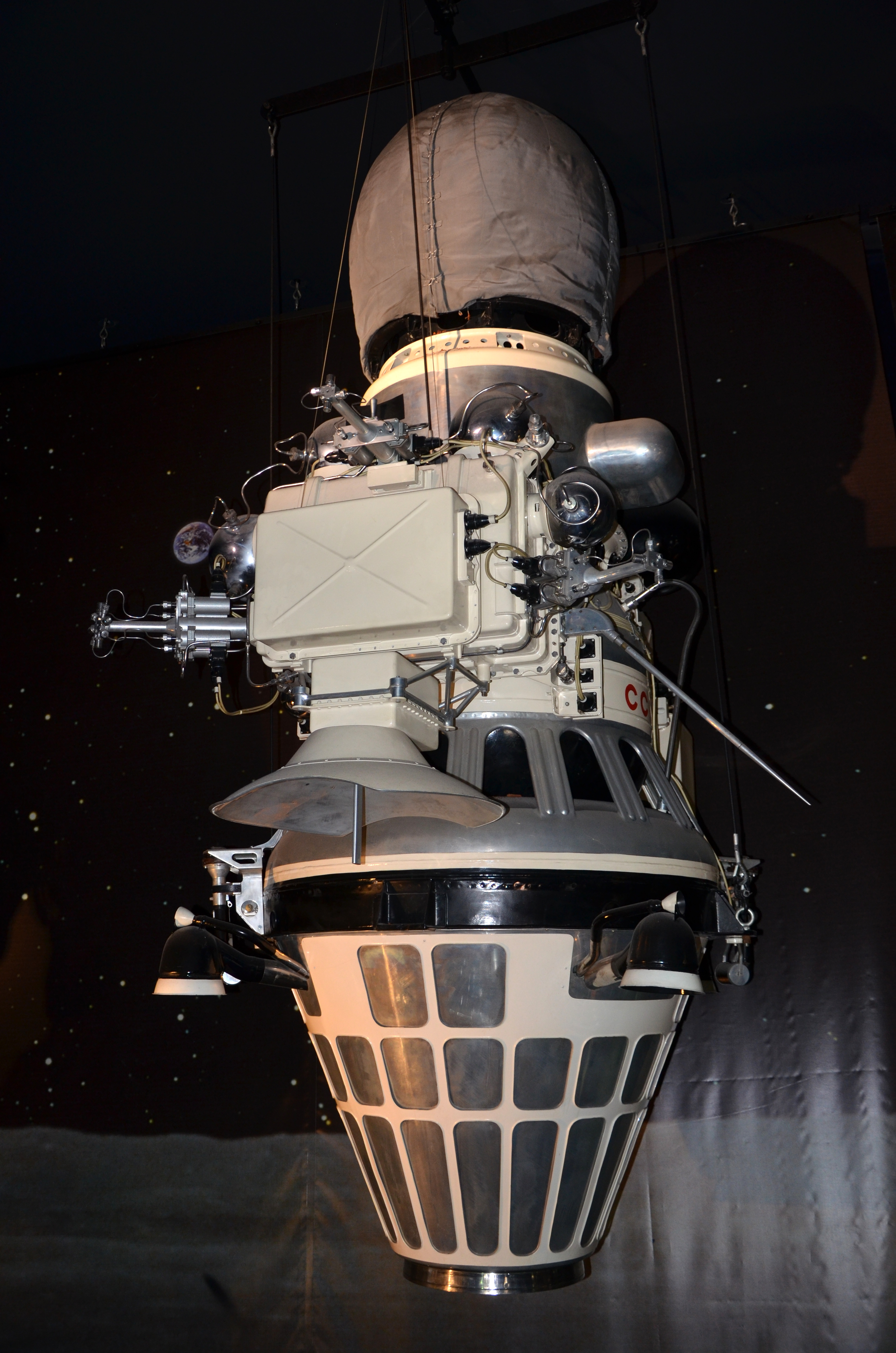
月球4號樣式地點：巴黎航空航天博物館，勒布爾熱（法國）

月球4号是苏联于1963年4月2日发射的无人月球探测器。苏联航天部门计划让它在月球上实现软着陆，但由于轨道偏差而失败。1963年4月5日13时25分（UTC时间），月球4号在距离月球8336.2千米处飞过，后来成为一颗地球卫星。